# Szolonyec szikfoknövényzet
A szolonyec szikfoknövényzet (Puccinellenion limosae Varga & V.Sipos ex Borhidi 2003) a szikes puszták társulástani osztályában a szikfoknövényzet rendjének (és egyúttal a szikfoktársulások (Puccinellion limosae Soó 1933 em. Varga & V. Sipos ex Borhidi 2003) társuláscsoportjának) egyik társulástani alcsoportja. A kontinentális sziknövényzet és egyúttal Magyarország növényzetének több jellegzetes társulását soroljuk ide.
Az alcsoport hét növénytársulása:
- szikérnövényzet (Plantagini tenuiflorae-Pholiuretum pannonici Wendelbg. 1943)
- padkalejtő-társulás (Matricario-Plantaginetum tenuiflorae (Soó 1933) Borhidi 1996)
- mézpázsitos szolonyec szikfokgyep (Puccinellietum limosae Magyar ex Soó 1933)
- sóvirágos-ürmös szikfoknövényzet (Limonio–Artemisietum santonici (Soó 1927) Topa 1939)
- sziki árpás puszta (Hordeetum hystricis Wendelbg. 1943)
- seprőparéj-társulás (Bassietum sedoidis Ubrizsy 1948 corr. Soó 1964)
- libatopos mézpázsit rét (Chenopodio chenopodioidis-Puccinellietum limosae Soó 1947)